# Іж Планета-4

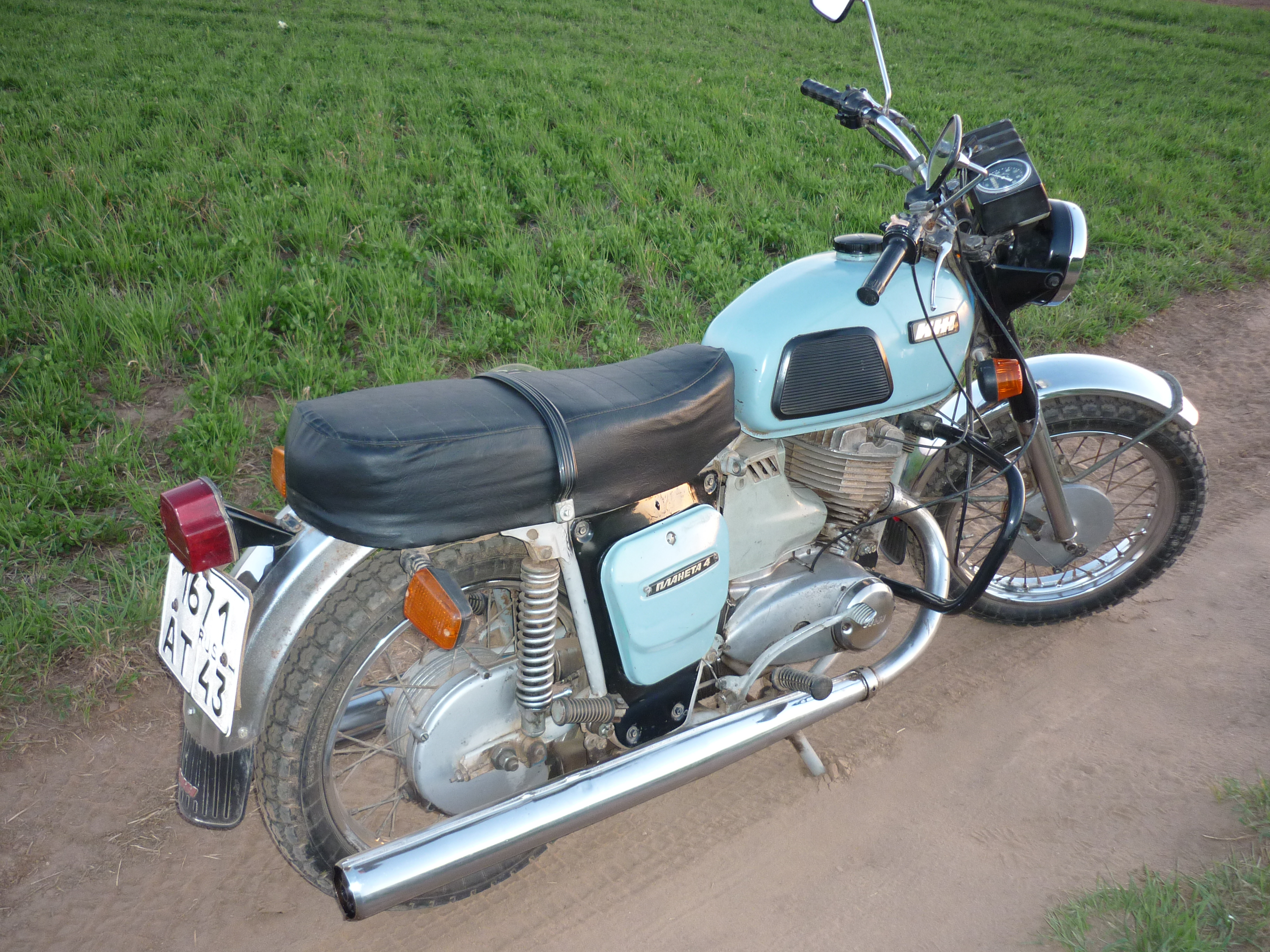
Іж Планета-4

ІЖ Планета-4 — дорожній мотоцикл середнього класу, призначений для їзди по дорогах з різним покриттям з боковим причепом і без нього. Випускався Іжевським машинобудівним заводом з 1983 по 1987 рік.
Відрізнявся від попередніх моделей 12-вольтним електроустаткуванням з генератором змінного струму, контрольними приладами, розташованими окремим блоком, передніми і задніми амортизаторами з регулюванням підтискання пружин, більш сучасним дизайном бензобака і інструментальних ящиків.
Для безпеки водія встановлювалися бічні дуги, вмикач стоп-сигналу від ножних і ручних гальм, комбінованими перемикачами освітлення, сигналізації та аварійного вимкнення двигуна, а також поліпшені світлові прилади.